# 1Q84
『1Q84』（いちきゅうはちよん）は、村上春樹の12作目の長編小説。

## 概要
| タイトル | 出版社 | 発売日        | 備考                                               |
| -------- | ------ | ------------- | -------------------------------------------------- |
| BOOK 1   | 新潮社 | 2009年5月29日 | 東京都心の大型書店では5月27日に先行発売された。    |
| BOOK 2   | 新潮社 | 2009年5月29日 | 東京都心の大型書店では5月27日に先行発売された。    |
| BOOK 3   | 新潮社 | 2010年4月16日 | 当初は2010年夏に出版される予定だったが早められた。 |

書き下ろし作品である。装丁は新潮社装幀室。装画は(C)NASA/Roger Ressmeyer/CORBIS。
2012年4月から6月にかけて、BOOK1、BOOK2、BOOK3がそれぞれ前編と後編とに分け、全6冊として新潮文庫より出版された。
タイトルの『1Q84』は1984年に浅田彰が発表したカセットブック（ドクトル梅津バンド 演奏、浅田彰著 ISBN 4-89342-024-0）と同名である。各巻毎の表記は以下の通り。なお、"Q"の読みがローマ字で表記される"kyū"ではなく英単語"kewpie"（キューピー）と同じ"kew"([kjuː])となっている。
- 1Q84 <ichi-kew-hachi-yon> a novel BOOK 1<4月-6月>
- 1Q84 <ichi-kew-hachi-yon> a novel BOOK 2<7月-9月>
- 1Q84 <ichi-kew-hachi-yon> a novel BOOK 3<10月-12月>

## 記録および文学賞
- BOOK1とBOOK2は、トーハン発表の「2009年年間ベストセラー」総合1位を記録した[6]。

- BOOK3は、同発表の「2010年年間ベストセラー」総合5位を記録した[7]。

- 全巻ミリオンセラーを記録した[8]。

- 2009年11月、BOOK1とBOOK2は第63回「毎日出版文化賞 文学・芸術部門」を受賞した。

- 2013年、英訳版が国際IMPACダブリン文学賞にノミネートされた[9]。

## 執筆の動機と背景
執筆の動機として、ジョージ・オーウェルの近未来小説『1984年』を土台に、近過去の小説を書きたいと以前から思っていたが、それとは別に、地下鉄サリン事件について『アンダーグラウンド』と『約束された場所で』に書いた後も、裁判の傍聴を続け、事件で一番多い8人を殺し逃亡した、林泰男死刑囚に強い関心を持ち、「ごく普通の、犯罪者性人格でもない人間がいろんな流れのままに重い罪を犯し、気がついたときにはいつ命が奪われるかわからない死刑囚になっていた——そんな月の裏側に一人残されていたような恐怖」の意味を自分のことのように想像しながら何年も考え続けたことが出発点となった。そして「原理主義やある種の神話性に対抗する物語」を立ち上げていくことが作家の役割で「大事なのは売れる数じゃない。届き方だと思う」と述べた。
執筆の背景はカオスのように混沌とした冷戦後の世界で起きた1995年の阪神・淡路大震災と地下鉄サリン事件、2001年の9.11事件に言及した上で、村上は語っている。
| 「                                            | 「僕が今、一番恐ろしいと思うのは特定の主義主張による『精神的な囲い込み』のようなものです。多くの人は枠組みが必要で、それがなくなってしまうと耐えられない。オウム真理教は極端な例だけど、いろんな檻というか囲い込みがあって、そこに入ってしまうと下手すると抜けられなくなる」 「物語というのは、そういう『精神的な囲い込み』に対抗するものでなくてはいけない。目に見えることじゃないから難しいけど、いい物語は人の心を深く広くする。深く広い心というのは狭いところには入りたがらないものなんです」 | 」 |
| — （毎日新聞インタビュー、2008年5月12日より） | |    |

なお、村上は1997年、『アンダーグラウンド』を上梓した直後、地下鉄サリン事件をベースにした小説の可能性について読者からの質問に以下のように答えている。
| 「 | 「いつかもっとずっと先に、この仕事で得たものが、僕自身の遺跡として（あるいは）出てくるかもしれません。でもそれはほんとうに先のことです。僕はこの本の取材をとおして、人生を大きく変えられてしまった人々の姿を数多く見てきました。言葉にならないほどの切望や哀しみが、そこにはありました。僕はそれをたとえ一部でも、自分のものとして抱え込むことになりました。ある意味では彼らの声は僕の声であり、僕の声は彼らの声であるのです。 僕はその人たちの身に起こったことを、そんなにかんたんに自分の『材料』にしてしまいたくないのです。たとえ生のかたちでないにせよ。僕にとっての小説というのは、そういうものではないような気がするのです。その気持ちはわかっていただけますでしょうか？ - At 1:19 PM 97.3.19」 | 」 |

『ニューヨーク・タイムズ』2011年10月23日号が行ったインタビューに対し、著者は、本書は短編小説「4月のある晴れた朝に100パーセントの女の子に出会うことについて」（1981年）から派生した作品であると答えている。「基本的には同じ物語です。少年と少女が出会い、離ればなれになる。そしてお互いを探し始める。単純な物語です。その短編をただ長くしただけです」。
村上は刊行直後のインタビューで「ほぼすべての登場人物に名前を付け、一人ずつできるだけ丁寧に造形した。その誰が我々自身であってもおかしくないように」と答えている。

## あらすじ
2人の主人公、天吾と青豆は孤独な10歳の少年少女として、誰もいない放課後の小学校の教室で黙って手を握り目を見つめ合うが、そのまま別れ別れになる。
そして相思いながら互いの消息を知ることなく長年月が過ぎた1984年4月、2人は個別にそれまでの世界と微妙に異なる1Q84年の世界に入り込む。さまざまな出来事、試練に遭遇したのち、12月になって20年ぶりの再会を果たし、1984年の世界に戻ったところで物語は終わる。
スポーツインストラクターの青豆は、老婦人・緒方の考えに共鳴して、女性をDVで苦しめる男たちを暗殺する仕事を引き受ける。彼女は人間の身体の微妙な部分を捉える優れた能力をもっており、首の後ろのあるポイントに細い針を突き刺すことで、心臓発作に酷似した状況で人間を殺害することができる。青豆がそのような殺人行為をするようになった背景には、無二の親友を自死で失った過去が関係している。しかし、1984年4月にその仕事のひとつをやり終えたあたりから、青豆は自分がそれまでの現実とは微妙に異なった世界「1Q84年」に入り込んでいるらしいことに気づく。
一方、予備校の講師として数学を教える天吾は、小説家を目指して新人賞のために小説を書きつづけている。応募していくなかで知り合った編集者の小松とも親しくなり、小松から無署名のコラム書きや新人賞応募作の下読みなどの仕事を与えられる。天吾は新人賞応募作のなかから、「ふかえり」という少女の書いた『空気さなぎ』という小説を見出し、小松に強く推薦する。小松は天吾に『空気さなぎ』のリライトを勧め、天吾はそれを完成させる。『空気さなぎ』は新人賞を得て爆発的に売れるが、いつしか天吾は周囲の現実の世界がそれまでとは微妙に異なって天に月が2つ浮かぶ『空気さなぎ』の虚構の世界そっくりに変貌していることを知る。
かくして個別に「1Q84年の世界」に入り込んだ2人は、それぞれが同じ「さきがけ」という宗教団体に関わる事件に巻き込まれていく。
BOOK1、BOOK2では、スポーツインストラクターであると同時に暗殺者としての裏の顔を持つ青豆を描いた「青豆の物語」と、予備校教師で小説家を志す天吾を主人公とした「天吾の物語」が交互に描かれる。
BOOK3では2つの物語に加え、青豆と天吾を調査・探索する牛河を主人公とした「牛河の物語」が加わる。

## 登場人物
青豆（青豆雅美）
広尾の高級スポーツクラブに勤務するインストラクター。30歳を迎えようとしている。「証人会」の熱烈な信者の家庭に育つが、11歳のとき信仰を捨てて両親と決別、叔父に引き取られる。スポーツの才能で奨学金を得て体育大学で学ぶ。スポーツ・ドリンクと健康食品の製造会社に就職するも、4年後に退社。大学時代の先輩の口利きで今のスポーツクラブに入った。筋力トレーニングとマーシャルアーツ関係のクラスを担当している。小説を読むことはあまりないが、歴史に関連した書物ならいくらでも読む。
天吾（川奈天吾）
予備校の数学講師。青豆と同じく30歳を迎えようとしている。千葉県市川市で生まれ育つ。少年時より数学、ドラム演奏、柔道で優れた才能を示し、高校・大学は父親から離れて柔道でのスポーツ特待生で自立。高校は市川市内の私立高校に進学し、食事付きの高校の学生寮で生活する。筑波大学の第一学群自然学類数学主専攻を卒業し、代々木の予備校で講師をしながら小説を書いている。編集者小松の勧めで新人賞応募作品「空気さなぎ」のリライトを行う。高円寺の小さなアパートで独居。
小松祐二
文芸雑誌の編集者。45歳。東大文学部卒。天吾の才能を評価し、無署名のコラム書きや新人賞応募作の下読みなどの仕事を与える。新人賞応募作品「空気さなぎ」を強く推してきた天吾にリライトしてさらに完全な小説にすることを勧める。8月の終わりに「さきがけ」の配下の人間に拉致され、17、8日のあいだ監禁された
ふかえり（深田絵里子）
小説「空気さなぎ」の作者。17歳。両親とともにコミュニティ「さきがけ」内で育つが、10歳のときに逃亡して、父の友人・戎野のもとに身を寄せる。黒くて長い髪をもち、美しい顔立ちをしている。ディスレクシア(読字障害・読み書き障害)であるが、長い物語や外国語の歌をまるごと暗記してしまう能力を持つ。テープで聴くことによって「平家物語」を全文暗記しており、天吾の部屋で新人賞の記者会見の練習をした際に、暗唱を披露する。
深田保
ふかえりの父。学者であったが、毛沢東思想を信奉し、七十年安保にむけての大学闘争に飛び込み、大学から事実上解雇された。そして手元の元学生10人ばかりと家族とともに「タカシマ塾」に入ってシステムのノウハウを得た後、独立して農業コミューン「さきがけ」を作る。そして武闘派を分離した後、「さきがけ」は宗教法人となり、深田の消息は途絶える。元大学教授で「ヤマギシ会」の広告塔であった新島淳良がモデルともされている。
戎野隆之（センセイ）
元文化人類学者。60代半ば。深田と同じ大学・学部で教鞭を執っており、深田とは親交があった。大学闘争の時期に大学を去り、現在は株取引で経済的な成功を収めている。7年前に「さきがけ」を逃亡してきたふかえりを預かり、青梅線二俣尾駅が最寄りの山奥で一人娘のアザミと３人で生活している。小説「空気さなぎ」の出版を利用して深田の消息を知る手段を探る。
老婦人（緒方静恵、マダム）
70代を迎えた女性。麻布の高台にある「柳屋敷」に住む。戦後まもなく夫と死別したあとも、事業経営の才で財産を殖やした。スポーツクラブで青豆を知り、家で出張個人レッスンを受けている。2人の子(息子と娘)がいるが、娘が36歳のときにエリート官僚の夫からのDVが原因の自死で失っている。私財を投じてDVに悩む女性の保護活動を行うとともに、加害男性に対し合法・非合法を問わず各種手段で隠密に報復を実施している。
タマル（田丸健一）
「柳屋敷」のセキュリティ担当。40歳前後。かつて自衛隊のレンジャー部隊にいたこともあり、空手の高位有段者。樺太へ労働者として送られた朝鮮人の息子として終戦の前年に生まれ、1歳のとき日本人帰国者に託されて北海道に渡った。それ以後 両親と会わず、孤児院で形だけの養子縁組で日本国籍を取り、14歳で孤児院を逃亡。趣味は、機械をいじることと、60年代から70年代にかけてのプログレッシブ・ロックのレコードを集めること。ゲイ(同性愛者)であり、美容師をしているハンサムな若いボーイフレンドと麻布で暮らしている。若いころ(20代前半頃)に間違いを犯し、女性を妊娠させてしまったことがある。その女性が堕胎していなければ、生まれた子は17歳になっている。
大塚環
青豆の高校のソフトボールのチームメイトで無二の親友だったが、結婚後、夫のDVに悩まされ、26歳になる直前に自殺。
あゆみ（中野あゆみ）
青豆より4つ年下の婦人警察官。交通課。家族や親戚にも警察官が多い。バーで飲んでいる青豆に声をかけ、親しい友人となる。2人はチームを組んで、バーで男を物色するようになる。幼いころに兄や叔父から性的な悪戯をされた経験を持つ。
天吾の父
東北地方の貧農の三男として生まれ、満蒙開拓団に参加。ソ連軍の侵攻で日本に逃げ帰る。そのあとNHKの集金の仕事を始め、成績優秀で正規集金職員となって、日曜ごとに天吾を集金に連れ回す。定年退職後はアルツハイマー型認知症により南房総の千倉にある施設に入る。64歳。天吾とは血縁関係が無い(実の父親ではない)らしい。
天吾の年上ガールフレンド（安田恭子）
天吾より10歳年上。既婚で小学生の娘が2人いる。毎週１回、金曜日に天吾の部屋へ来て念入りにセックスを行う。
女性教師（太田俊江）
天吾が小学校3年生から6年生の時の担任。3～4年時は、青豆の担任でもあった。公正で心のあたたかい人柄。天吾が父に日曜日の集金に付いていくことを拒絶して家を追い出されたとき、一晩泊めて、さらに天吾の父を説得してくれた。現在は津田沼市内の小学校に勤める。
牛河（牛河利治、福助頭）
元弁護士。「さきがけ」の表に出ない仕事を請け負う。埼玉県浦和市生まれ。40代半ばとおぼしく、顔が大きく、頭頂部が扁平で、容姿は醜い。全体的に特徴的な雰囲気をもっている。小説「空気さなぎ」に関して天吾への接近を計り、リーダーに会わせる前の青豆の身元調査をし、リーダーの不審死の後姿を消した青豆をねばり強く探索する。父親は浦和市内で医院を経営。母親はその医院で経理を務める。4人兄弟の上から2番目で、兄と弟はともに優秀な成績で医大を卒業した医師。妹はアメリカの大学を卒業後、帰国し通訳として働く。4人兄弟の中で、牛河だけが容姿が醜く異端の存在。結婚歴があり、かつては妻子(娘2人)とともに中央林間の一軒家で暮らしていたが、離婚し、現在は独身。元妻は、娘たちを連れて再婚し、名古屋で暮らす。
穏田（おんだ、坊主頭）
リーダーの身辺警護を行う「さきがけ」のセキュリティ全般の責任者。背が低く坊主頭。背の高いポニーテールの男を従えている。
安達クミ
天吾の父が入院している千倉の病院の看護婦。23歳。認知症が進んだ天吾の父を親しみを持って看護している。美容師の姉とアパートに同居。友人から貰った(インドで入手された)大麻を所有し、天吾をアパートに泊めた際に、ともに大麻を吸引する。
大村、田村
安達クミの同僚の看護婦。　

## 作品設定
証人会
青豆の両親が所属する宗教団体。キリスト教の分派で、終末論を説き、布教活動を熱心に行い、聖書に書いてあることを字義通りに実行する。輸血を一切認めない。証人会の家では子供も歩けるようになれば、布教活動に携わることを求められる。3歳くらいから主に母と一緒に歩いて、家を一軒一軒まわり、「洪水の前」という小冊子を配り、証人会の教義を説明する。神のことを「お方さま」と呼ぶ。類似の宗教団体は短編小説『神の子どもたちはみな踊る』にも登場する。「エホバの証人」を連想させる。
タカシマ塾
農業と酪農で生計を立てている組織。規模は全国的であり、私有財産を認めていない。 深田保らはここで「さきがけ」を立ち上げるためのノウハウを身につける。「ヤマギシ会」を連想させる。
さきがけ
山梨県にある宗教団体。1974年に深田保を中心に組織されたコミューンを母体とする。財産の共有制を退けた彼らの共同体は、じきに武装闘争を目指す派閥と農業などの社会生活を行う穏健派とに別れる。残った「さきがけ」穏健派もいつの頃からか社会との交わりを避けるようになり、1979年に宗教法人の認可を受け、ついにはカルト集団となる。
あけぼの
1976年に「さきがけ」から分かれた武闘派。1981年に警察と銃撃戦を行い、それを機に組織は実質的には解体している。
リトルピープル
山梨の森の中で教団リーダーの娘が見たもの。時に「彼ら」と呼ばれる。詳細は不明。6人いる。「ほうほう」と囃し立てる特徴を持ったリトルピープルもいる。
村上は「神話的なアイコン（象徴）として昔からあるけれど、言語化できない。非リアルな存在として捉えることも可能かもしれない。神話というのは歴史、あるいは人々の集合的な記憶に組み込まれていて、ある状況で突然、力を発揮し始める。例えば鳥インフルエンザのような、特殊な状況下で起動する、目に見えないファクターでもある。あるいはそれは単純に我々自身の中の何かかもしれない」と述べている。
パシヴァとレシヴァ
パシヴァ は「彼ら」の声を聴き、レシヴァはそれを受け入れて周囲に伝える。宗教団体「さきがけ」は「ふかえり」をパシヴァ、その父、深田保をレシヴァとして成立した。 英語のperceive（知覚する）、receive（受け入れる）に由来する。
マザとドウタ
ドウタはマザの分身。「彼ら」により空気さなぎとともにその中に作られる。ドウタが目を覚ますと、その印に天に２つめの月が現れる。マザ・「ふかえり」は自分のドウタを後に残して「さきがけ」から逃亡した。　
柳屋敷
麻布の高台の一等地にある屋敷。隣接地に、家庭内暴力から逃れてきた女性たちをかくまうためのセーフハウス（二階建てのアパート）が建てられている。

## 登場する文化・風俗等
BOOK 1
- 『渚にて』 - グレゴリー・ペック主演のアメリカ映画。1959年製作。青豆はテレビの深夜放送でこの映画を見る。そして「なるほど、睾丸を思い切り蹴られるというのは、こういう感じの心持ちなのか」とそれなりに納得をする[19]。

- アリストテレス『ニコマコス倫理学』 - アリストテレスが残した草案や講義ノートなどを後に息子のニコマコスが編纂したもの。リライトした『空気さなぎ』を元のものに差し替えたらどうかと提案する天吾に、小松は同書の言葉を引用する。なお文中では「ニーコマス倫理学」と表記されている[20]。

- 『平家物語』 - ふかえりは天吾の前で「壇浦合戦」の部分を暗誦する。暗誦した箇所（「源氏のつはものども、すでに平家の舟に」から「ちいろの底へぞ入給ふ」まで）はそのまま書き表されている[21]。

- 『サハリン島』[注 3] - 小説家、劇作家のアントン・チェーホフが書いたノンフィクション作品。1895年に刊行された。ふかえりに乞われて、天吾は同書を朗読する[22]。読まれる文章は原卓也が訳したものが元になっている[注 4]。

- 『ゲッタウェイ』 - スティーブ・マックイーン、アリ・マッグロー主演のアメリカ映画。1972年製作。あゆみは青豆の発言に対して「『ゲッタウェイ』みたいじゃない。スティーブ・マックイーンの映画。札束とショットガン。そういうの好きだな」と言う[24]。

BOOK 2
- アントン・チェーホフ - 拳銃をひとつ用意してほしいと頼む青豆にタマルは次のように言う。

「チェーホフがこう言っている。物語の中に拳銃が出てきたら、それは発射されなくてはならない、と」「物語の中に、必然性のない小道具は持ち出すなということだよ」
村上は『海辺のカフカ』の登場人物（カーネル・サンダーズ）にも同様のことを言わせている。
「ロシアの作家アントン・チェーホフがうまいことを言っている。『もし物語の中に拳銃が出てきたら、それは発射されなくてはならない』ってな。どういうことかわかるか？」「チェーホフが言いたいのはこういうことだ。必然性というのは、自立した概念なんだ」「お前の抱えている石は、チェーホフの言うところの『拳銃』なんだ」。
- 東條英機自殺未遂事件 - 東條英機は逮捕指令が出た1945年9月11日、拳銃で心臓の近くを撃ち抜くも米軍病院で手術を施され、自殺は未遂に終わった。この東條の事件はタマルの言葉の中で登場する[27]。

村上はエッセイで次のような感想を述べている。「東条さんは自殺をしくじり、占領軍に逮捕され、アメリカ兵の血液を輸血されて一命をとりとめ、そのあと裁判にかけられて絞首刑に処せられた。という話だ。もし本当にそうだとしたら、これは『ちぇ、ったくもう』どころではない」
- ウラジミール・ホロヴィッツ - ウクライナ生まれのピアニスト。天吾が小説にとりかかる場面で登場する。「彼は真新しい八十八個の鍵盤を前にしたウラジミール・ホロヴィッツのように、十本の指を静かに空中に波打たせた。それから心を定め、ワードプロセッサーの画面に文字を打ち込み始めた」[29]

- ウィンストン・チャーチル - イギリスの政治家、軍人。青豆と「さきがけ」のリーダーとの間で次のような会話が交わされる。

「復讐ほどコストが高く、益を生まないものはほかにない、と誰かが言った」
「ウィンストン・チャーチル。ただしわたしの記憶によれば、彼は大英帝国の予算不足を言い訳するためにそのように発言したんだ。そこには道義的な意味合いはない」
チャーチルのこの言葉の原文は「Nothing is more costly, nothing is more sterile, than vengeance. 」である。発言の時期は1946年。
- 『華麗なる賭け』 - スティーブ・マックイーン、フェイ・ダナウェイ主演のアメリカ映画。1968年製作。青豆はBOOK2の終盤、マンションを出ることを決意する。そして服装を整える際、鏡の前で「『華麗なる賭け』に出ていたフェイ・ダナウェイみたいに見えないものだろうか」と思う[31]。青豆を乗せたタクシーの運転手は、ミシェル・ルグランが作曲した映画のサウンド・トラックをハミングする[32]。

BOOK 3
- 『東京日記』 - 内田百閒「百閒随筆Ⅰ」収録のものから引用。天吾が病室で眠る父親の前で朗読する[33]。ここで引用されているのは「その六」の一部[34]。
- 『アフリカの日々』 - アイザック・ディネーセンが1937年に発表した小説（原題： Out of Africa）。天吾は大村看護婦に乞われて『アフリカの日々』を朗読する[35]。なお朗読される文章は横山貞子の訳文をもとにしている。

- 『マクベス』 - ウィリアム・シェイクスピアの四大悲劇の一つ。天吾は大学時代から暗記していた同戯曲の一節（原文、訳文）を引用する[36]。

- ホンダ・シビック - 本田技研工業が1972年から販売している乗用車。安達クミと天吾の間で以下のような会話が交わされる。「本名は安達クミ。なかなかぱっとしない名前でしょう」「悪くないよ。コンパクトで余計な飾りがない」「ありがとう。そんな風に言われると、なんかホンダ・シビックになったような気がするね」[37]

- スマイリーフェイス - 1963年にアメリカで生まれたキャラクター群。日本では「スマイルマーク」「ニコちゃんマーク」などと呼ばれている。同キャラクターは「天吾」の章で登場する。「（注・安達クミの）シャツには大きなスマイル・マークがプリントしてあった。天吾がスマイル・マークを最後に目にしたのは、一九七〇年代の初めだった。グランド・ファンク・レイルロードのとんでもなく騒々しい曲がジュークボックスを震わせていた頃ことだ」[38]

- 『罪と罰』 - フョードル・ドストエフスキーの長編小説。牛河が青年時代を述懐する場面で登場する。「俺は言うなればソーニャに会えなかったラスコーリニコフのようなものだ、とよく思ったものだ」と牛河は言う[39]。ソーニャとラスコーリニコフは『罪と罰』の登場人物。

- 『神々の黄昏』 - リヒャルト・ワーグナーの楽劇。舞台祝祭劇『ニーベルングの指環』四部作の4作目に当たる。父親の葬儀で天吾は思う。「この男はそのユニフォーム（注・NHKの集金人の制服）に包まれてこの世界に生まれ落ち、それに包まれて焼かれていくのだ。実際に目の前にしてみると、彼が最後に身につける衣服として、それ以外のものは天吾にも思いつけなかった。ヴァーグナーの楽劇に出てくる戦士たちが鎧に包まれたまま火葬に付されるのと同じことだ。」「そこにはおごそかな要素はまったくなかった。『神々の黄昏』の音楽も聞こえてこなかった。」[40]

- カール・ユング - スイスの精神科医・心理学者。タマルは突然、牛河に向かって、ユングがチューリッヒ湖畔に築いた建物について語り始める。

「その家はまだ今でもチューリッヒ湖畔に建っている。（中略）話によればそのオリジナルの『塔』の入り口には、ユング自身の手によって文字を刻まれた石が、今でもはめ込まれているということだ。『冷たくても、冷たくなくても、神はここにいる』、それがその石にユングが自ら刻んだ言葉だ」
建物自体に関する記述はほぼ史実どおりであるが、タマルが引用する言葉は事実と異なる。ラテン語で刻まれた言葉「VOCATVS ATQVE NON VOCATVS DEVS ADERIT」は英語では通常、「Called or not called, the god will be there」と訳され、日本で出版されている『ユング自伝 1・2』（みすず書房）には「呼ばれようと、呼ばれまいと神は存在する」という訳文で紹介されている。BOOK3の英語版の翻訳を担当したフィリップ・ガブリエルは、本書の該当箇所を「Cold or Not, God Is Present」と訳した。
- 『ヘンリー四世 第2部』 - ウィリアム・シェイクスピア作の歴史劇。タマルはユングに言及したあとにシェイクスピアの言葉を引用する。

「シェイクスピアが書いているように（中略）今日死んでしまえば、明日は死なずにすむ。お互い、なるたけ良い面を見ようじゃないか」
タマルはこの言葉について「『ヘンリー四世』だったか『リチャード三世』だったか、その台詞の出典が思い出せ」ないと述べているが、出典は『ヘンリー四世 第2部』である。ただし元になった言葉の原文は「he that dies this year is quit for the next.」であり、このときもタマルは正確に引用していない。
なお『ヘンリー四世』のこの言葉は、『世界の終りとハードボイルド・ワンダーランド』で次のように引用されている。「私は死ぬこと自体はそんなに怖くなかった。ウィリアム・シェイクスピアが言っているように、今年死ねば来年はもう死なないのだ」

## 登場する音楽
これまでの村上の小説の中でもとりわけクラシック音楽の比重が強い。
- レオシュ・ヤナーチェク 『シンフォニエッタ』
  - クリーヴランド管弦楽団、ジョージ・セル指揮
  - シカゴ交響楽団、小澤征爾指揮
- ヨハン・ゼバスティアン・バッハ
  - 『平均律クラヴィーア曲集』 - 『1Q84』は「バッハの平均律クラビーア曲集のフォーマットに則（のっと）って、長調と短調、青豆と天吾の話を交互に書こう」として書かれた（『1Q84』への30年 村上春樹氏インタビュー（左記オリジナルURLの20143.8.28時点のアーカイブ））。
  - 『マタイ受難曲』第一部 香油を注ぐベタニアの女 アリア 「悔いの悲しみは」
- ジョン・ダウランド 『ラクリメ（Lachrimae）』
- フランツ・ヨーゼフ・ハイドン 『チェロ協奏曲』
- アントニオ・ヴィヴァルディ 『ピッコロ協奏曲』
- ゲオルク・フィリップ・テレマンのパルティータ
- マルセル・デュプレのオルガン曲
- シベリウス 『ヴァイオリン協奏曲』[48]
  - ヴァイオリン演奏: ダヴィッド・オイストラフ
- デューク・エリントン
- ビリー・ホリデイ
- ルイ・アームストロング 『ルイ・アームストロング・プレイズ・W・C・ハンディ（Louis Armstrong Plays W.C. Handy）』
- バーニー・ビガード
- リチャード・ロジャース作曲、オスカー・ハマースタイン2世作詞 「私のお気に入り」[注 6]
- ソニー&シェール 「ザ・ビート・ゴーズ・オン（The Beat Goes On）」
- ローリング・ストーンズ
  - 「マザーズ・リトル・ヘルパー」
  - 「レディ・ジェーン（Lady Jane）」
  - 「リトル・レッド・ルースター（Little Red Rooster）」
- 坂本九 「見上げてごらん夜の星を」[注 7]

### CD化
本作に出てくるクラシック音楽がEMIミュージック・ジャパンからCD化された。
| #   | タイトル                                                                     | 作詞 | 作曲                         | 時間  |
| --- | ---------------------------------------------------------------------------- | ---- | ---------------------------- | ----- |
| 1.  | 「シンフォニエッタ 第1楽章:アレグレット」                                    |      | ヤナーチェク                 | 2:16  |
| 2.  | 「シンフォニエッタ 第2楽章:アンダンテ」                                      |      | ヤナーチェク                 | 5:29  |
| 3.  | 「シンフォニエッタ 第3楽章:モデラート」                                      |      | ヤナーチェク                 | 4:50  |
| 4.  | 「シンフォニエッタ 第4楽章:アレグレット」                                    |      | ヤナーチェク                 | 2:42  |
| 5.  | 「シンフォニエッタ 第5楽章:アンダンテ・コン・モート」                        |      | ヤナーチェク                 | 6:36  |
| 6.  | 「平均律クラヴィーア曲集 第1巻 第1番 ハ長調 BWV846 前奏曲」                  |      | J.S.バッハ                   | 2:25  |
| 7.  | 「平均律クラヴィーア曲集 第1巻 第1番 ハ長調 BWV846 フーガ」                  |      | J.S.バッハ                   | 2:05  |
| 8.  | 「平均律クラヴィーア曲集 第2巻 第24番 ロ短調 BWV893 前奏曲」                 |      | J.S.バッハ                   | 2:21  |
| 9.  | 「平均律クラヴィーア曲集 第2巻 第24番 ロ短調 BWV893 フーガ」                 |      | J.S.バッハ                   | 2:10  |
| 10. | 「マタイ受難曲 BWV244から 「悔悛と悔恨」 (第1部)」                           |      | J.S.バッハ                   | 4:50  |
| 11. | 「ラクリメ (涙のパヴァーヌ)」                                                |      | ジョン・ダウランド           | 4:14  |
| 12. | 「チェロ協奏曲 第2番 ニ長調 Hob.VIIb-2 (作品101) 第3楽章:ロンド (アレグロ)」 |      | フランツ・ヨーゼフ・ハイドン | 4:57  |
| 13. | 「夏の名残のばら (庭の千草) (歌: サラ・ブライトマン)」                       |      | アイルランド民謡             | 4:28  |
| 14. | 「エヴォカション組曲 作品37から 第3曲:アレグロ・デチーソ」                   |      | マルセル・デュプレ           | 5:49  |
| 15. | 「交響曲 第1番 ハ短調 作品68 第1楽章:ウン・ポコ・ソステヌート-アレグロ」     |      | ヨハネス・ブラームス         | 14:40 |
| 16. | 「子供の情景 作品15から 第7曲:トロイメライ」                                 |      | ロベルト・シューマン         | 2:42  |
| 17. | 「パルティータ 第2番 ハ短調 BWV826 IV:サラバンド」                           |      | J.S.バッハ                   | 4:34  |
| 18. | 「マタイ受難曲BWV 244 アリア「神よ、憐れみたまえ」」                         |      | J.S.バッハ                   |       |

| #   | タイトル                                                                                   | 作詞 | 作曲                         | 時間  |
| --- | ------------------------------------------------------------------------------------------ | ---- | ---------------------------- | ----- |
| 1.  | 「シンフォニエッタ 第1楽章:アレグレット」                                                  |      | ヤナーチェク                 | 2:18  |
| 2.  | 「ヴァイオリン協奏曲 ニ短調 作品47 第1楽章:アレグロ・モデラート」                          |      | シベリウス                   | 15:12 |
| 3.  | 「ヴァイオリン協奏曲 ニ短調 作品47 第2楽章:アダージョ・ディ・モルト」                      |      | シベリウス                   | 8:06  |
| 4.  | 「ヴァイオリン協奏曲 ニ短調 作品47 第3楽章:アレグロ、マ・ノン・タント」                    |      | シベリウス                   | 7:20  |
| 5.  | 「交響曲 第5番 嬰ハ短調 第4楽章:アダージェット (とても、ゆっくりと)」                      |      | グスタフ・マーラー           | 11:26 |
| 6.  | 「弦楽四重奏曲 第67番 ニ長調 作品64-5 Hob.III-63 「ひばり」 第1楽章:アレグロ・モデラート」 |      | フランツ・ヨーゼフ・ハイドン | 6:00  |
| 7.  | 「ゴルトベルク変奏曲 BWV988 アリア」                                                       |      | J.S.バッハ                   | 3:06  |
| 8.  | 「クラヴサン合奏曲集 第1コンセール クリカン」                                              |      | ジャン＝フィリップ・ラモー   | 3:35  |
| 9.  | 「クラヴサン合奏曲集 第1コンセール リヴリ」                                                |      | ジャン＝フィリップ・ラモー   | 2:30  |
| 10. | 「クラヴサン合奏曲集 第1コンセール ヴェジネ」                                              |      | ジャン＝フィリップ・ラモー   | 3:45  |
| 11. | 「謝肉祭 作品9 パガニーニ間奏曲」                                                          |      | ロベルト・シューマン         | 1:52  |
| 12. | 「楽劇「神々の黄昏」より ジークフリートの葬送行進曲」                                      |      | リヒャルト・ワーグナー       | 7:17  |

## 翻訳
| 翻訳言語        | 翻訳者                                                                         | 発行日                                                                     | 発行元                               |
| --------------- | ------------------------------------------------------------------------------ | -------------------------------------------------------------------------- | ------------------------------------ |
| 英語            | ジェイ・ルービン（BOOK1、BOOK2） フィリップ・ガブリエル（BOOK3）               | 2011年9月18日 （BOOK1）、同日 （BOOK2） 2011年9月25日 （BOOK3）            | ランダムハウス（英国） Knopf（米国） |
| フランス語      | Hélène Morita、Yôko Miyamoto                                                   | 2011年8月25日 （BOOK1）、同日 （BOOK2） 2012年3月1日 （BOOK3）             | Belfond                              |
| ドイツ語        | Ursula Gräfe                                                                   | 2010年10月 （全1巻: BOOK1からBOOK2） 2011年10月 （BOOK3)                   | DuMont Buchverlag Gmbh               |
| イタリア語      | ジョルジョ・アミトラーノ                                                       | 2011年11月8日 （全1巻: BOOK1からBOOK2） 2012年10月16日 （BOOK3）           | Einaudi                              |
| スペイン語      | Gabriel Álvarez Martínez                                                       | 2011年2月 （全1巻: BOOK1からBOOK2） 2011年10月 （BOOK3）                   | Tusquets Editores                    |
| カタルーニャ語  | Jordi Mas López                                                                | 2011年2月 （全1巻: BOOK1からBOOK2） 2011年10月 （BOOK3）                   | Edicions Empúries                    |
| ガリシア語      | Mona Imai Gabriel Álvarez Martínez                                             | 2011年2月 （全1巻: BOOK1からBOOK2） 2011年9月 （BOOK3）                    | Editorial Galaxia                    |
| ポルトガル語    | Maria João Lourenço, Maria João da Rocha Afonso                                | 2011年11月 （BOOK1）、2012年3月 （BOOK2） 2012年9月10日 （BOOK3）          | Casa das Letras（ポルトガル）        |
| ポルトガル語    | Lica Hashimoto                                                                 | 2012年11月1日 （BOOK1）、2013年3月1日 （BOOK2） 2013年11月28日 （BOOK3）   | Alfaguara（ブラジル）                |
| オランダ語      | ヤコバス・ウェスタホーヴェン                                                   | 2010年6月25日 （BOOK1）、同日 （BOOK2） 2011年2月17日 （BOOK3）            | Atlas                                |
| スウェーデン語  | Vibeke Emond                                                                   | 2011年 （BOOK1）、2011年 （BOOK2） 2011年 （BOOK3）                        | Norstedts                            |
| デンマーク語    | Mette Holm                                                                     | 2011年9月29日 （BOOK1）、2011年10月 （BOOK2） 2012年8月29日 （BOOK3）      | Klim                                 |
| ノルウェー語    | Ika Kaminka                                                                    | 2011年 （全1巻: BOOK1からBOOK2） 2012年 （BOOK3）                          | Pax forlag                           |
| フィンランド語  | Aleksi Milonoff                                                                | 2013年4月11日 （全1巻: BOOK1からBOOK2） 2013年10月11日 （BOOK3)            | Tammi                                |
| ポーランド語    | Anna Zielińska-Elliott                                                         | 2010年10月27日 （BOOK1）、2011年2月9日 （BOOK2） 2011年11月 （BOOK3）      | Muza                                 |
| チェコ語        | Tomáš Jurkovič                                                                 | 2012年10月25日 （全1巻: BOOK1からBOOK2） 2013年10月25日 （BOOK3）          | Odeon                                |
| スロベニア語    | Aleksander Mermal                                                              | 2012年 （全1巻: BOOK1からBOOK2） 2013年 （BOOK3）                          | Mladinska knjiga                     |
| ハンガリー語    | Erdős György （BOOK1） Erdős György, Nagy Anita （BOOK2） Nagy Anita （BOOK3） | 2011年11月 （BOOK1） 2011年11月 （BOOK2） 2012年4月 （BOOK3）              | Geopen Könyvkiadó Kft.               |
| ルーマニア語    | Iuliana Oprina, Florin Oprina                                                  | 2011年 （BOOK1）、2011年 （BOOK2） 2012年 （BOOK3）                        | Polirom                              |
| セルビア語      | Nataša Tomić                                                                   | 2010年 （BOOK1）、2010年 （BOOK2） 2011年 （BOOK3）                        | Geopoetika                           |
| ギリシア語      | Αργυρακη Μαρία                                                                 | 2012年10月25日 （BOOK1）、2012年10月25日 （BOOK2） 2013年4月18日 （BOOK3） | Ψυχογιός                             |
| ロシア語        | Dmitry Viktorovich Kovalenin                                                   | 2011年 （BOOK1）、2011年 （BOOK2） 2012年8月 （BOOK3）                     | Eksmo                                |
| ウクライナ語    | Ivan Petrovych Dzyub                                                           | 2009年11月12日 （BOOK1）、2010年9月17日 （BOOK2） 2011年4月22日 （BOOK3）  | Folio（Фоліо）                       |
| エストニア語    | Margis Talijärv                                                                | 2013年12月 （全1巻: BOOK1からBOOK2） 未完 （BOOK3）                        | Varrak                               |
| ラトビア語      | Ingūna Beķere                                                                  | 2012年3月 （BOOK1）、2012年4月 （BOOK2） 2013年 （BOOK3）                  | Zvaigzne ABC                         |
| リトアニア語    | Ieva Susnytė                                                                   | 2011年 （BOOK1）、2011年 （BOOK2） 2011年 （BOOK3）                        | Baltos lankos                        |
| トルコ語        | Hüseyin Can Erkin                                                              | 2012年                                                                     | Doğan Kitap                          |
| ヘブライ語      | Einat Cooper                                                                   | 2011年 （BOOK1）、2011年 （BOOK2） 2012年 （BOOK3）                        | Keter Publishing House               |
| 中国語 (繁体字) | 頼明珠                                                                         | 2009年11月13日 （BOOK1）、同日 （BOOK2） 2010年10月5日 （BOOK3）           | 時報文化（台湾、香港、マカオ）       |
| 中国語 (簡体字) | 施小煒                                                                         | 2010年5月22日 （BOOK1）、2010年6月1日 （BOOK2） 2011年1月1日 （BOOK3）     | 南海出版公司（中国大陸）             |
| 韓国語          | 梁潤玉（ヤン・ユンオク）                                                       | 2009年8月25日 （BOOK1）、2009年9月8日 （BOOK2） 2010年7月27日 （BOOK3）    | 文学トンネ                           |
| ベトナム語      | Lục Hương                                                                      | 2012年 （BOOK1）、2012年 （BOOK2） 2013年4月12日 （BOOK3）                 | Nhã Nam                              |
| モンゴル語      | オチルフー・ジャルガルサイハン                                                 | 2014年-2015年                                                              | Монсудар                             |

## 作品に言及したインタビュー記事
- 【『1Q84』への30年】読売新聞 2009.6.16-18
- 【僕の小説は、混沌とした時代に求められる】クーリエ ジャポン 2009年07月号 - エル・パイス紙（スペイン）のヘスス・ルイス・マンテイーリャ記者によるインタビューの村上公認日本語訳
- 【僕にとっての＜世界文学＞そして＜世界＞】 新作は大長編に  毎日新聞2008.5.12
- 【物語は世界共通言語】信濃毎日新聞2008.3.30
- 【村上春樹 「成長」を目指して、成しつづけて——村上春樹インタビュー 聞き手—古川日出男】「モンキービジネス 2009 Spring vol.5 対話号」 ISBN 978-4-86332-141-0
- 【The Fierce Imagination of Haruki Murakami】ニューヨーク・タイムズ 2011年10月23日号

## 書評等
- 読売新聞 2009年6月8日（左記オリジナルURLの2014.6.27時点のアーカイブ） 評・小野正嗣（作家、明治学院大学専任講師）、福岡伸一（分子生物学者、青山学院大教授）
- 毎日新聞 2009年6月14日（左記オリジナルURLの2014.5.1時点のアーカイブ） 評・沼野充義（ロシア・ポーランド文学者、東京大学人文社会系研究科教授）
- 産経新聞 2009年6月14日 評・河合祥一郎（東京大学大学院総合文化研究科准教授）
- 中日新聞・東京新聞 2009年6月14日 評・菅野昭正（文芸評論家）
- 北海道新聞 2009年6月14日  評・黒古一夫（文芸評論家）
- 毎日新聞 2009年6月19日 評・清水良典（文芸評論家、愛知淑徳大学文化創造学部教授）、中西寛（国際政治学者、京都大学大学院法学研究科教授）、松永美穂（ドイツ文学者、早稲田大学文学学術院教授）
- 朝日新聞 2009年6月23日 評・赤坂真理（小説家）、亀山郁夫（ロシア文学者、東京外国語大学学長）、森達也（ドキュメンタリー作家、早稲田大学客員教授、明治大学客員教授）
- NHK クローズアップ現代 2009年7月14日 村上春樹“物語”の力 ゲスト：松田哲夫（編集者）
- 朝日ニュースター ニュースの深層 2009年7月20日『1Q84』が意味するもの ゲスト：小森陽一（国文学者・東京大学大学院教授）司会：金慶珠（東海大学国際学科准教授）
- NHK BS2 週刊ブックレビュー 評・船曳建夫（文化人類学者・東京大学大学院教授）